# Rosamond Marshall
Rosamond Marshall va ser una novel·lista estatunidenca del segle xx. Va escriure històries romàntiques per adults i joves durant la dècada del 1940 i 1950, i dues de les seves novel·les, Kitty i The Bixby Girls, es van convertir en pel·lícules.

## Biografia
Marshall va néixer com a Rosamond van der Zee el 17 d'octubre de 1902, filla de Charles i Florence (nascuda Tappan Botsford).
La seva primera novel·la publicada en anglès, None but the Brave, a Story of Holland (1942), per joves, va guanyar el premi Spring Book del New York Herald Tribune.
Les novel·les de Rosamond Marshall per a joves van ser eclipsades per l'èxit de les seves històries romàntiques per adults. La primera d'aquestes, Kitty, posa el patró per una sèrie de novel·les que van tenir vendes (amb les reimpressions posteriors) que variaven d'un milió i mig a tres milions el 1942.
Dues de les novel·les de Rosamund van ser portades al cinema. El 1945 va ser Kitty, protagonitzada per Ray Milland i Paulette Goddard, basada en la seva novel·la del mateix nom. El 1960, la pel·lícula All the Fine Young Cannibals, protagonitzada pet Robert Wagner, Natalie Wood i George Hamilton estava basada en el seu llibre The Bixby Girlsoies

## Vida personal
Mentre estava a Itàlia va conèixer i es va casar amb un italià, i va viure un temps a Roma. Diversos anys va viatjar per Europa. Després de divorciar-se del seu primer marit, va casar-se amb Albert Earl Marshall de Nova York.
Més tard Rosamond va dividir el seu temps entre Califòrnia Del sud i la seva granja a l'illa de Vancouver, Canadà. Va morir el 13 de novembre de 1957.